# ヌマガレイ
ヌマガレイ（沼鰈、学名：Platichthys stellatus）は、カレイ目・カレイ科に分類される魚の一種。別名「イシガレイ」、「カワガレイ」、「タカノハガレイ」、「ツキリガレイ」など。

## 分布
日本海、ベーリング海、太平洋の北東部に分布する。日本では、北海道、本州（霞ヶ浦・若狭湾以北）でみられる。

## 特徴
体長は40cm。大きい物は90cmになる。一般的にカレイ類は体の右側に眼をもつ右側眼であるが、本種は目の向きの奇形が多く、カリフォルニア沿岸で約50％、アラスカ沿岸で約70％、日本近海はほぼ100％が左に目があり、正常型のほうが少ないという状況になっている（視神経の走り方からするとヌマガレイも通常のカレイ同様に右に目があるのが正規である）。
背びれ、しりびれ、尾びれには黒色の帯模様がある。背びれは52-68軟条、しりびれは36-51軟条。
湖沼や河川の中流域など汽水・淡水に生息する。河川の上流域などでも稀に見る事ができるが、一生淡水で過ごすわけではなく、一時的に淡水へ侵入する。産卵期になると海へ下る。2-3月に産卵する。各地の河川で釣りの対象となり、食用は可能であるが脂がなくパサつくため商品価値が低く、市場に出回ることはない。ただし、初冬の産卵期に海に回遊する個体は身がやわらかく肉厚で食べごたえがあり、美味である。
2017年2月22日、青森県東部の小川原湖で体の色素が無く透明な個体が定置網にかかっているのを漁師が発見。青森県営浅虫水族館に寄贈され、2月25日から一般公開された 。